# Махабхарата

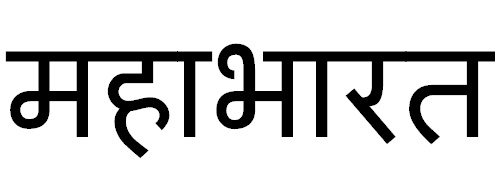
Махабха́рата

«Махабха́рата» (санскр. महाभारतम्, IAST: mahābhāratam, букв. «Великая Бхаратиада», также «Великое сказание о потомках Бхараты», царя Бхаратаварши (страны бхаратов), потомка древнего царя Куру) — древнеиндийский эпос на санскрите, одно из крупнейших литературных произведений в мире. Состоит из восемнадцати книг (парв) и содержит более 75 000 двустиший (шлок), что в несколько раз длиннее «Илиады» и «Одиссеи» вместе взятых.
Основное содержание — борьба родов Куру и Пуру и поражение первых в истории северной Индии — период более древний, чем сюжет «Рамаяны» (южная Индия). Однако фабуле главного сюжета — спору за престолонаследие между сыновьями двух братьев, слепого Дхритараштры (имевшего сто сынов-кауравов) и Панду (пять сыновей-пандавов), в борьбе из-за города Хастинапура между двумя княжескими родами Лунной династии, Каурава (род Куру) и Паурава (род Пуру), — отведена только пятая часть всей поэмы. Остальное место занимают вставные эпизоды, среди которых к более поздним принадлежат «Бхагавадгита» и эпизод о Нале и Дамаянти; ещё позднее по происхождению поэма «Хариванша». Подобными вставками первичный эпический характер текста был сильно видоизменён и заслонён дидактическими намерениями позднейших редакторов (вероятно, брахманов), сделавших из поэмы поэтическую энциклопедию индусской мифологии, истории, права и философии. Это сложный, но органичный комплекс эпических повествований, новелл, басен, притч, легенд, лиро-дидактических диалогов, дидактических рассуждений богословского, политического, правового характера, космогонических мифов, генеалогий, гимнов, плачей, объединённых по типичному для больших форм индийской литературы принципу обрамления.
«Махабхарата» — источник многих сюжетов и образов, получивших развитие в литературе народов Южной и Юго-Восточной Азии.
В индийской традиции считается «пятой Ведой». Одно из немногих произведений мировой литературы, которое само о себе утверждает, что в нём есть всё на свете.

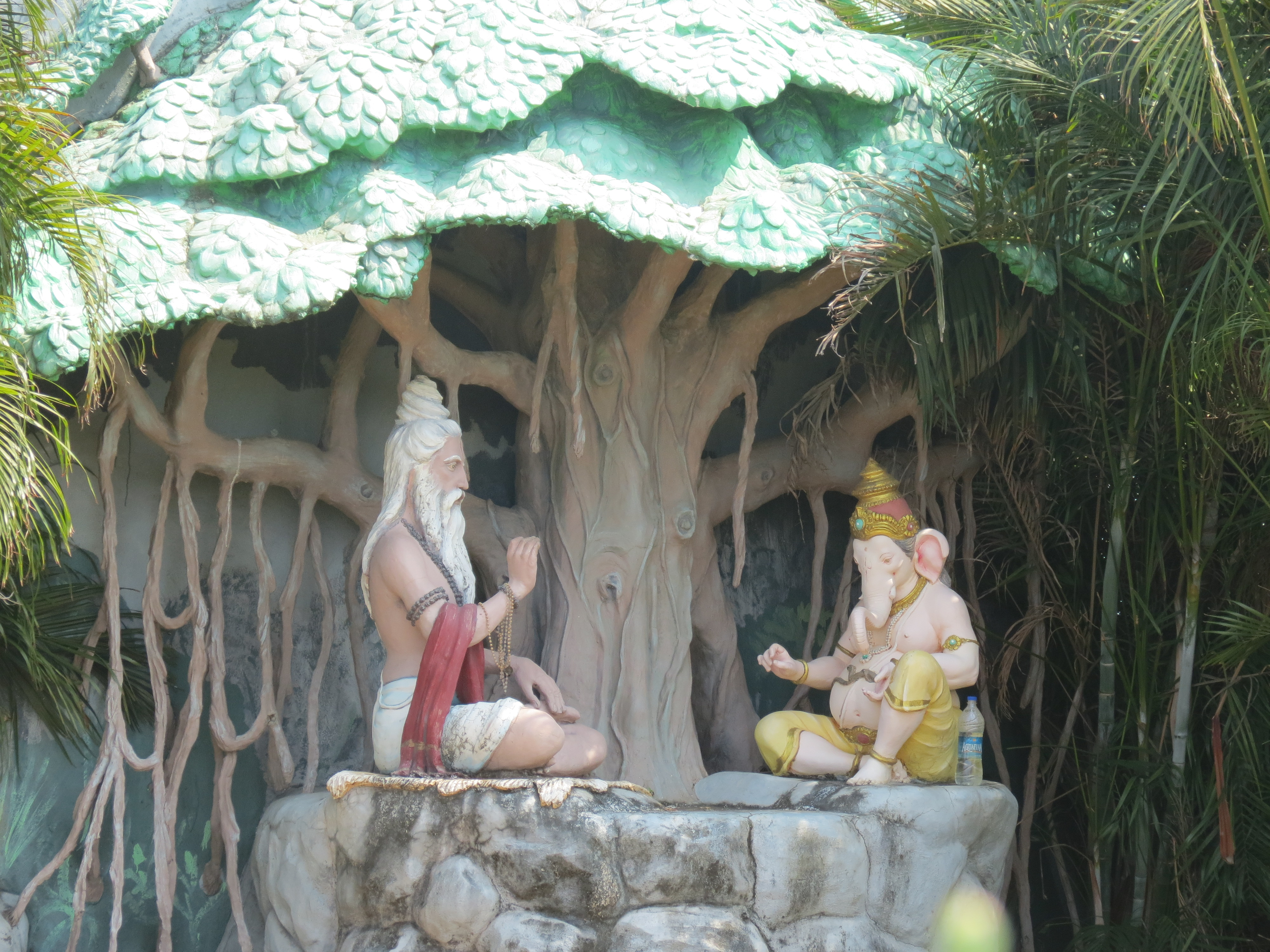
Современная скульптура, изображающая, как Вьяса рассказывает Махабхарату Ганеше. Храм Мурудешвара, штат Карнатака (Индия)

## Авторство
Авторство «Махабхараты» приписывается легендарному мудрецу Вьясе (III тысячелетие до н. э.), который сам является действующим лицом сказания (дедом Пандавов и Кауравов). По преданиям, он научил поэме своего ученика Вайшампаяну, который впоследствии прочёл её на одном из праздников царя Джанамеджая.

## Реальность изложенных событий
Исследователи (П. А. Гринцер, Я. В. Васильков, Дж. Брокингтон) считают, что в основу эпоса легли предания о реальных событиях, происходивших в Северной Индии в поздневедийский период: войне между союзами племён куру и панчалов, завершившейся победой панчалов. Родословные правителей позволяют датировать битву XI веком до н. э. Астрологические вычисления индийских средневековых авторов дают дату конца IV тыс. до н. э., которая, однако, отвергается современными учёными. По данным лингвистики (сравнение языка «Авесты» и «Ригведы») и по данным археологии (культура серой расписной керамики), первые арии спустились в долину Инда во II тыс. до н. э.
По данным самой «Махабхараты», события, которые легли в основу её сюжета, происходят в период перехода от века Двапара к веку Кали. Если за основу взять действующее ведийское времяисчисление, то война «Махабхараты», согласно представлениям индусов, состоялась в конце IV тыс. до н. э.
Материальных свидетельств достоверности событий «Махабхараты» не обнаружено

## Содержание

### Эпическое повествование

#### Эпос и мифология
В основе эпоса лежит повествование о распре между двумя группами двоюродных братьев — пятью Пандавами (сыновьями царя Панду и царицы Кунти) и ста Кауравами (сыновьями слепого царя Дхритараштры и царицы Гандхари). И Пандавы, и Кауравы являются отдалёнными потомками древнего царя Лунной династии по имени Куру, но сказание в большинстве случаев применяет родовое имя Кауравов к сыновьям Дхритараштры. Распря была инициирована старшим сыном Дхритараштры, коварным и властолюбивым Дурьодханой, у которого ещё в юности «от жадности к господству зародилось преступное намерение». Старый и слепой царь Дхритараштра потворствует наследнику, несмотря на осуждение божественных мудрецов, советников и старших родичей. В результате распря разгорается и через многие годы достигает кульминации в кровопролитной восемнадцатидневной битве на священном поле Курукшетре. Особый драматизм династическому конфликту придаёт участие самого могучего витязя — неузнанного старшего брата Пандавов Карны — в битве на стороне Кауравов.
Война между Пандавами и Кауравами имеет мифологическую подоплёку: по плану богов на Курукшетре должны быть истреблены воплотившиеся в Кауравах демоны данавы. Именно для того, чтобы провоцировать необходимый для начала вражды династический конфликт, Шивой в дар данавам создан Дурьодхана. Кроме того, из жертвенного алтаря чудесным способом рождена Драупади, которой суждено вызвать вражду кшатриев. Особая роль в замысле богов отводится Карне: по утверждению всеведущего Вьясы, сын Сурьи Карна появился на земле, чтобы сеять раздор.

#### Структура эпоса
Эпическое повествование занимает конец книги I и книги II—XI, причём в I книге Пандавы, получив в наследство полцарства, создают огромную и процветающую империю, во II книге Пандавы проигрывают царство Кауравам в ритуальной игре в кости и удаляются в тринадцатилетнее изгнание (книги III и IV), V книга целиком посвящена безуспешным попыткам разрешить конфликт средствами дипломатии, описанию битвы посвящены VI—X книги, a в XI книге происходит оплакивание павших героев.

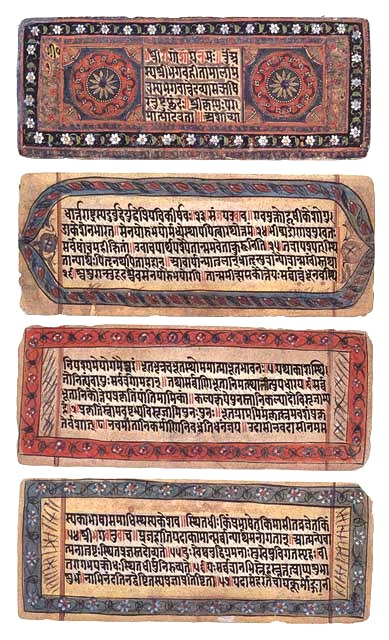
Рукописные листы «Бхагавад-гиты», XIX век

Перед битвой средний из братьев Пандавов Арджуна (их самый могучий воин) отказывается участвовать в убийстве родичей, но Кришна, который стал его возничим, разрешает этические сомнения героя в знаменитой проповеди — «Бхагавад-гите». Великая битва на Курукшетре знаменует собой начало Кали-юги — четвёртой и последней, наихудшей эры нынешнего цикла истории человечества.
В битве Пандавы, поддержанные Кришной, победили, но ради победы неоднократно прибегали к коварным уловкам (убийство их деда Бхишмы, наставника Дроны, их родича праведного Бхуришраваса, племянника Гхатоткачи, их брата Карны и кузена Дурьодханы). Все Кауравы и их сыновья пали на поле боя (кроме их сводного брата Юютсу, перешедшего на сторону Пандавов), но и победоносные Пандавы потеряли всех сыновей и родичей. После победы старший Пандава царь Юдхиштхира, раскаиваясь в учинённом кровопролитии, хотел оставить царство и удалиться в лес для жизни отшельника, но под давлением уговоров божественных мудрецов и родичей (книги XII и XIII) об исполнении долга царя (раджадхармы) правил тридцать шесть лет (книги XIV и XV), не переставая осуждать себя за истребление родичей и друзей. Первые пятнадцать лет Юдхиштхира правит, воздавая почести и формально признавая главенство старого царя. Не в силах снести укоров и ненависти второго из братьев-Пандавов могучего и неукротимого Бхимасены, Дхритараштра удаляется в лес в сопровождении жены, советника и матери Пандавов Кунти. Последние двадцать лет Юдхиштхира правит царством самостоятельно. На склоне лет Пандавы вместе с общей женой Драупади оставляют царство и направляются к горе Меру, в пути умирают и возносятся на небо (книги XVII и XVIII). 
Собственно эпический сюжет занимает меньше половины объёма «Махабхараты», возможно дополнявшейся на протяжении столетий вставными новеллами и притчами на мифологические и религиозно-философские темы (некоторые учёные считают примером подобной поздней вставки «Бхагавад-гиту»). «Бхагавад-гита» — наиболее известная часть «Махабхараты» и важное священное писание индуизма (особенно вайшнавизма), многими почитаемое как одна из упанишад («Гита-упанишада»).

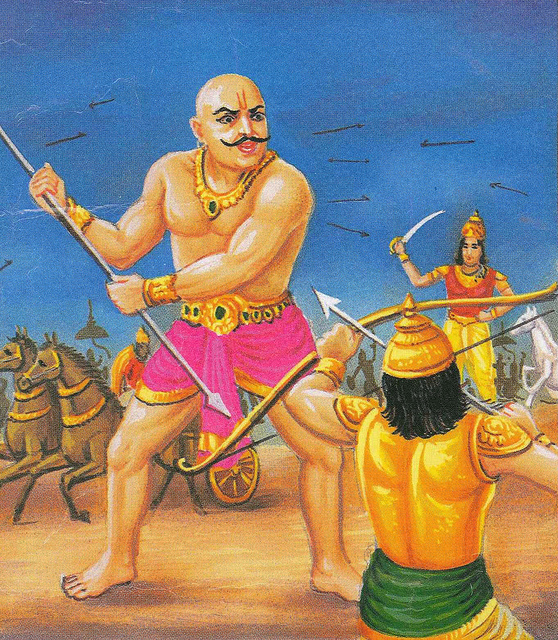
Карна целится в могучего Гхатоткачу

#### Центральный эпический герой
Центральным эпическим героем «Махабхараты» следует признать Карну. Карне открыт замысел Кришны о необходимости битвы на Курукшетре для истребления кшатриев и воплотившихся в них демонов. По мнению Кришны, без участия Карны битва бы не состоялась. Кроме того, именно с его гибелью на Курукшетре поражение Кауравов становится неизбежным, a также завершается Двапара-юга и начинается Кали-юга, о чём свидетельствуют космические катаклизмы. Описанию гибели Карны сказание уделяет больше места, чем чьей-либо другой, включая божественного Кришну, а его оплакиванием завершается батальная часть центральной фабулы о вражде Пандавов и Кауравов.

#### Энциклопедичность повествования
Учёные XIX и XX веков, применяя к «Махабхарате» традиционные героико-эпические мерки, которым она не вполне соответствует (во-первых, потому, что эти мерки были разработаны при изучении поэм Гомера, то есть книжного эпоса, тогда как «Махабхарата» представляет устный эпос; во-вторых ввиду наличия своеобразной этической шкалы ценностей — нравственная тенденция авторов, помимо прочего, привела к принципиальной «перестройке» эпоса в представлении критически настроенных учёных), полагали, что произведение является довольно хаотичным, непоследовательным и аморфным; в особенности критика подобного рода относилась к композиции поэмы. Впечатление рыхлости «героического» повествования создаётся за счёт бесчисленных поучительных бесед героев с мудрецами, их странствий по священным местам и вставных новелл. Часть таких новелл является сказанием в сказании (например, краткий пересказ «Рамаяны»), часть представлена притчами, в том числе, животного фольклора (заимствование сюжетов «Панчатантры»). Притчами, иллюстрирующими правильное и неправильное поведение, богата книга наставлений «Шантипарва», особенно её вторая часть «Ападдхармапарва» (правила поведения в трудной ситуации). Этим произведение отличается от многих других древних эпосов, в которых внимание, как правило, сосредоточено именно на развитии основных событий.
В числе отступлений, имеющихся в «Махабхарате», наличествуют мифы о божествах, мироздании и происхождении жизни, легенды о древних героях (которые порой приобретают характер своего рода «эпоса в эпосе»: такова, например, так называемая «Малая Рамаяна», содержащаяся в книге 3, «Араньякапарве», главы 272—291, являющаяся как бы конспективным изложением другого великого эпоса Индии — «Рамаяны»), притчи, басни, другие фольклорные формы и жанры, а также фрагменты религиозного, философского и правового содержания. В итоге поэма приобретает энциклопедический характер, что может приводить к мысли о неумеренном включении авторами в её состав разнообразных произвольно отобранных знаний. Тем не менее, внимательное рассмотрение произведения позволяет прийти к выводу о том, что каждый из эпизодов все же имеет если не прямое, то косвенное отношение к сюжету, выступая в качестве иллюстрации, разъяснения и т. п. Некоторые исследователи, к примеру — В. Пизани, отмечают, что вспомогательные эпизоды играют связующую роль в композиции поэмы, заполняя временные лакуны в основном повествовании.

### Основная сюжетная линия
Родителями Вьясы («разделителя») были мудрец Парашара («разрушитель») и прекрасная Сатьявати («истинная»). Когда похотливый Парашара склонил юную лодочницу Сатьявати к соитию, то, чтобы скрыть позор добрачной связи, он вернул ей девственность, а младенец был спрятан в лесу на острове. Кроме того, он избавил красавицу от отвратительного рыбьего запаха и наградил прекрасным ароматом, который позже соблазнит царя Шантану. Став юношей, Вьяса совершал духовные аскезы под руководством отца в лесу.

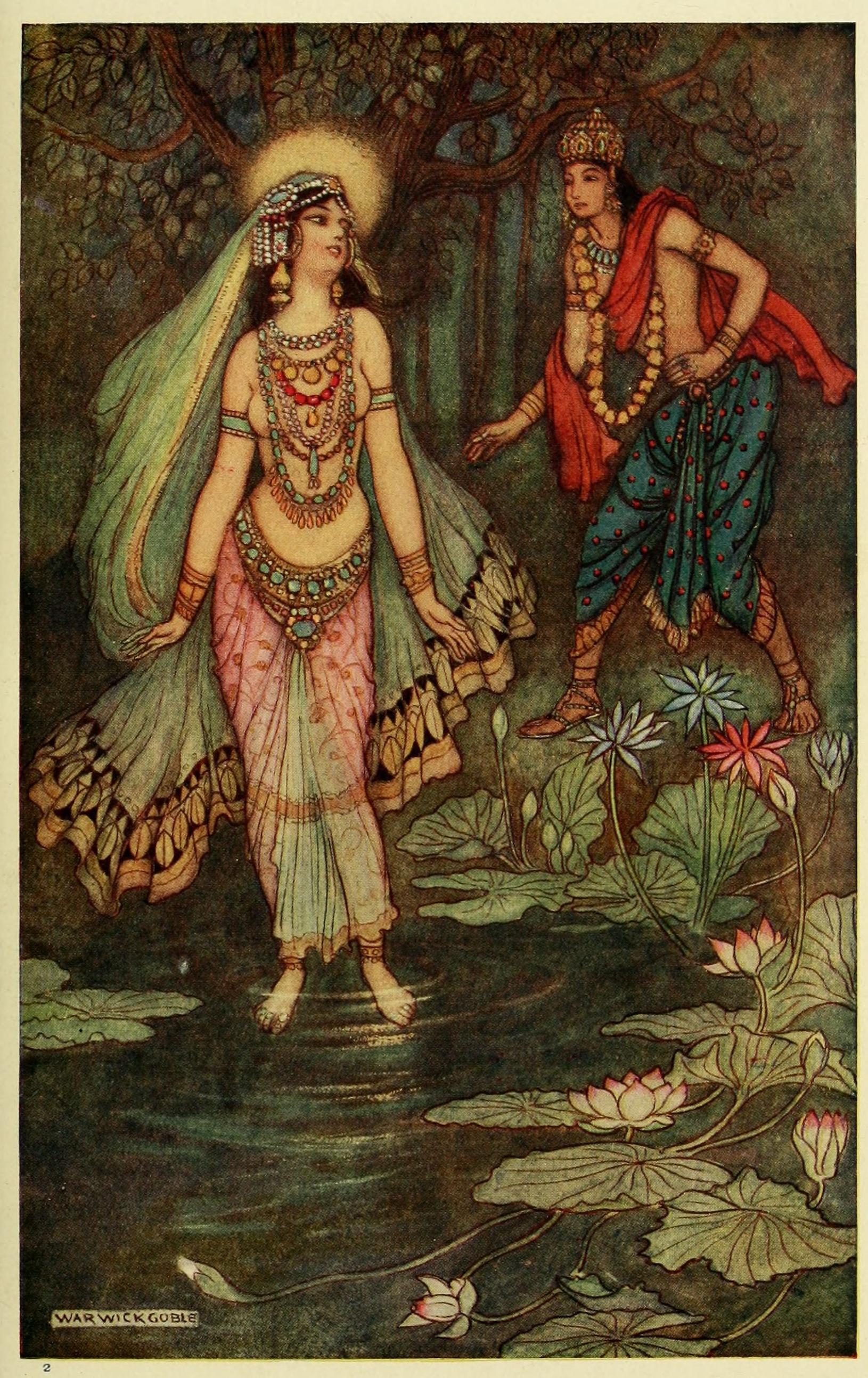
Шантану встречает богиню Гангу

В то время городом Хастинапуром («слоновый город») правил царь Шантану («благотворный»), а его женой была богиня Ганга. Ганга по предначертанию богов утопила одного за другим семь сыновей, рождённых от Шантану, но восьмого оставила в живых. Это был Деваврата («преданный богам»), позднее известный как Бхишма («грозный»). По брачному условию царь не должен был задавать супруге вопросов, но после убийства седьмого младенца не выдержал. Ганга открылась царю, но из-за нарушения условия покинула царство с младенцем. Шестнадцать лет спустя она появилась, чтобы вернуть Бхишму и снова исчезнуть. Овдовевший царь при случайной встрече был очарован Сатьявати, но её отец давал разрешение на брак с царём только при условии, что сын Сатьявати наследует трон. Благородный Бхишма ради счастья отца отрёкся от престола и обрёк себя на целибат.
У Сатьявати появились ещё сыны: она родила царю братьев Читрангаду и Вичитравирью. Став царём, Читрангада погиб на поле брани. Тогда Вичитравирья стал царём, однако и он скоро умер, не успев обзавестись детьми. Его вдов звали Амбика и Амбалика.
Сатьявати — ради спасения династии — обратилась к сыну-аскету Вьясе, чтобы он помог вдовам зачать. Его отвратительный вид и запах устрашил Амбику, от испуга она закрыла глаза при соитии, и гневный Вьяса произнёс пророчество: ребёнок родится слепым, хотя станет могущественным царём и будет иметь сто могучих сыновей. Так на свет появился Дхритараштра («могущественный правитель»). А у побледневшей от страха Амбалики родилось дитя с бледной кожей, поэтому назвали его Панду (Бледный). Сатьявати (свекровь) потребовала от Амбики новой беременности и бездефектного ребёнка, но та схитрила, подменив себя служанкой. У служанки родился здоровый мальчик Видура.
О детях и царстве заботился Бхишма. Когда мальчики подросли, трон достался не Дхритараштре, а Панду. Тот показал себя с лучшей стороны: в стране царил покой, врагов он одолевал, богатства приобретал. Но смертельно ранив непростого оленя в момент его брачных игр с оленихой, Панду был тем брахманом в личине оленя проклят с пророчеством смерти при следующей близости царя с женщиной. После чего Панду решил принять обет воздержания и уйти в горы с жёнами Кунти и Мадри.
На трон сел Дхритараштра, правивший царством с помощью Бхишмы.
Опечаленный Панду, обитавший в горах, обнаружил у жены Кунти (урождённая Притха) чудесную силу. Ещё до замужества, йог Дурваса, будучи гостем во дворце её приёмного отца, научил её мантре (заклинанию), дававшей Кунти власть вызвать любого бога для обретения потомства. Юная Кунти по наивности вызвала Сурью, бога солнца и, не сумев уклониться от его домогательств, родила прекрасного младенца - будущего великого героя Карну. Бог вернул Кунти девственность, а младенец в корзине был пущен по реке и усыновлён бездетным сутой (возницей). Панду пожелал таких детей, мантра пелась от его имени, и тогда:
- сначала у Кунти родились сыновья Юдхиштхира («стойкий в битве»; от бога справедливости Дхармы), Бхима («ужасный»; от бога ветра Ваю) и Арджуна («белый»; от царя богов Индры);
- затем у Мадри появились близнецы Накула и Сахадева — от божественных врачевателей, близнецов Ашвиникумаров («дети кобылы»)[12].

Эти пять божественных сыновей Панду все вместе именовались Пандавами («потомки Панду»); со временем они превратились в благородных юношей.
Воздерживавшийся Панду однажды поддался страстному желанию обнять Мадри, и проклятие сбылось, он умер. Преданная Мадри взошла на погребальный костёр Панду, чтобы воссоединиться с мужем на том свете.
За несколько лет до этого, вслед за рождением у Кунти первого сына, жена слепого Дхритараштры родила ему — по мистическому благословению аскета Вьясы — сто сыновей и одну дочь. Их прозвали Кауравами («потомки Куру») — в честь их предка, царя Куру. Старший из сотни сыновей Слепца — принц Дурьодхана (Дурьёдхана; «с кем трудно сражаться») — отличался коварством, завистью и злобой.
Овдовевшая Кунти с пятью сынами-пандавами ушла из леса, вернувшись в Хастинапур. Дхритараштра принял их во дворце, и все дети стали обучаться вместе. В военных искусствах Пандавы превосходили Кауравов, что вызывало ярость у сыновей царя; двоюродные братья превратились в соперников.
Впоследствии Дхритараштра был вынужден — по закону — передать трон не сыну Дурьодхане, а Юдхиштхире (старшему сыну Кунти и воплощению справедливости).
Тогда Дурьодхана — посредством отца-слепца — убедил Пандавов провести примерно год в прекрасном городе Варанавата, где для них был выстроен смоляной дом. Дурьодхана планировал сжечь в нём и двоюродных братьев и их мать Кунти.
О злобных планах предостерёг Пандавов их дядя Видура, пославший человека выкопать подземный ход и предупредить о дне поджога шпионом принца — Пурочаной. В тот вечер Пандавы устроили дружеский праздник в доме. На него явились незваные гости низкого происхождения — женщина с пятью сыновьями; напившись, они крепко уснули. Это, очевидно, входило в планы Пандавов; Юдхиштхира сказал: "Предав огню Пурочану и оставив здесь шесть трупов, убежим отсюда незамеченными". Бхима (воплощение ветра) поджёг дом, и Пандавы покинули его, воспользовавшись потайным ходом. Кауравы, найдя трупы, посчитали, что избавились от Пандавов.

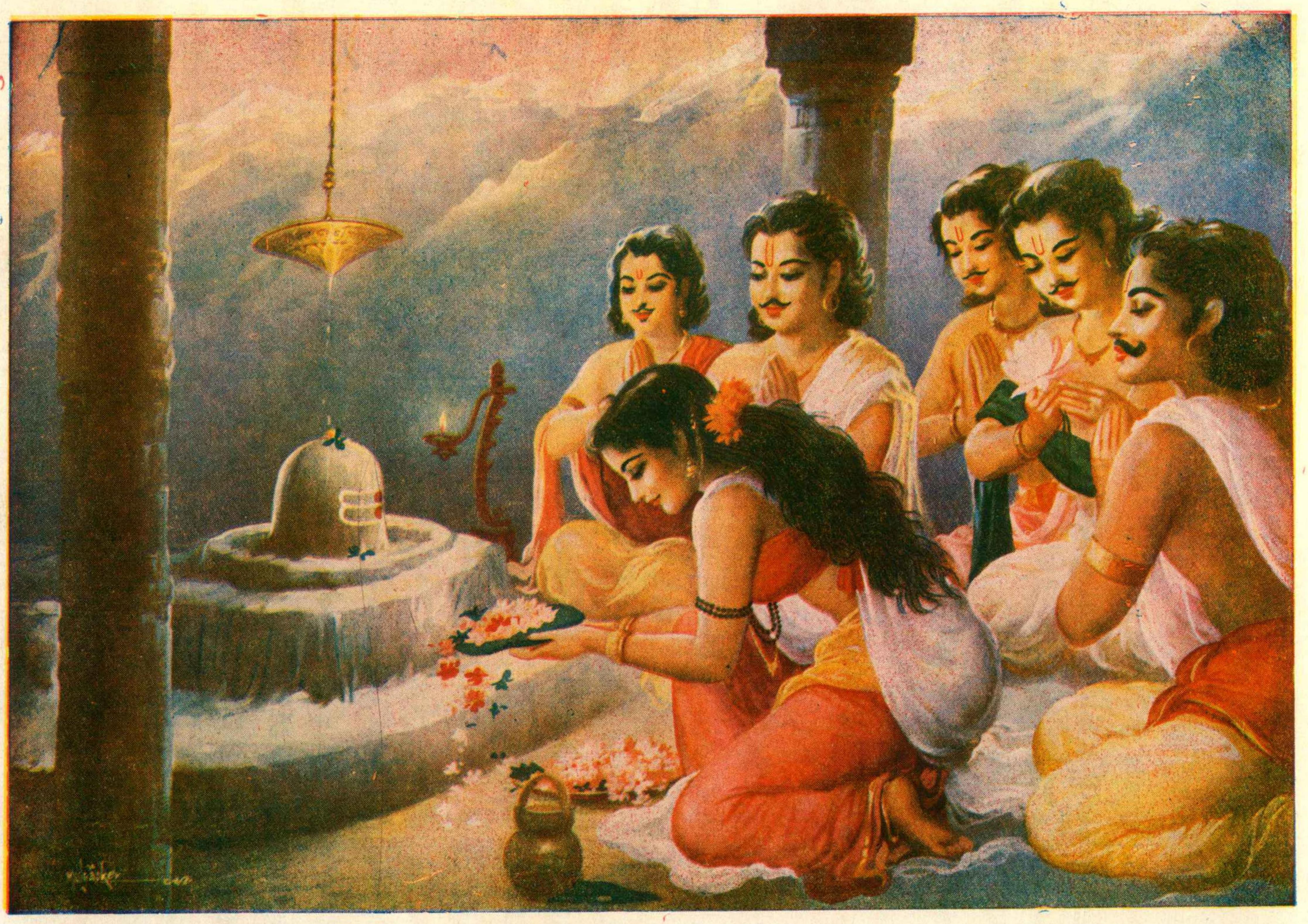
Братья-пандавы с женой Драупади в храме Кедарнатха

Пандавы стали жить лесной жизнью брахманов и питались милостыней. Пандавов навестил их дед Вьяса и сообщил о готовящейся сваямваре (форма сватовства, где невеста выбирает жениха из многих претендентов) прекрасной Драупади, дочери царя панчалов. Братья пошли в Кампилью и остановились в хижине горшечника. Арджуна в обличье брахмана выполнил условие царя Панчалы, натянув богатырский лук, но ему и могучему Бхимасене пришлось сражаться с раздосадованными претендентами, включая Кауравов, Карну и даже их дядю царя мадров Шалью. Драупади пошла за победителем. Думая, что Арджуна и Бхимасена вернулись с милостыней, Кунти сказала: «Наслаждайтесь ею совместно». Мудрый Юдхиштхира действительно решил, что во избежание ревности и ссор Драупади должна стать общей женой пятерых братьев. Позже Вьяса, явившись на свадебные торжества, привёл и мифологическое обоснование полиандрии Драупади.
Дхритараштра позвал их назад в Хастинапур и наделил их обширной территорией на берегах реки Ямуны. Там Пандавы возвели прекрасный город Индрапрастха («равнина Индры»). В нём правил Юдхиштхира, тогда как в Хастинапуре царил Дурьодхана.
Воины-пандавы подчинили себе других царей и устроили особое жертвоприношение («раджасуя»), на котором Юдхиштхиру провозгласили императором («самраджа»).

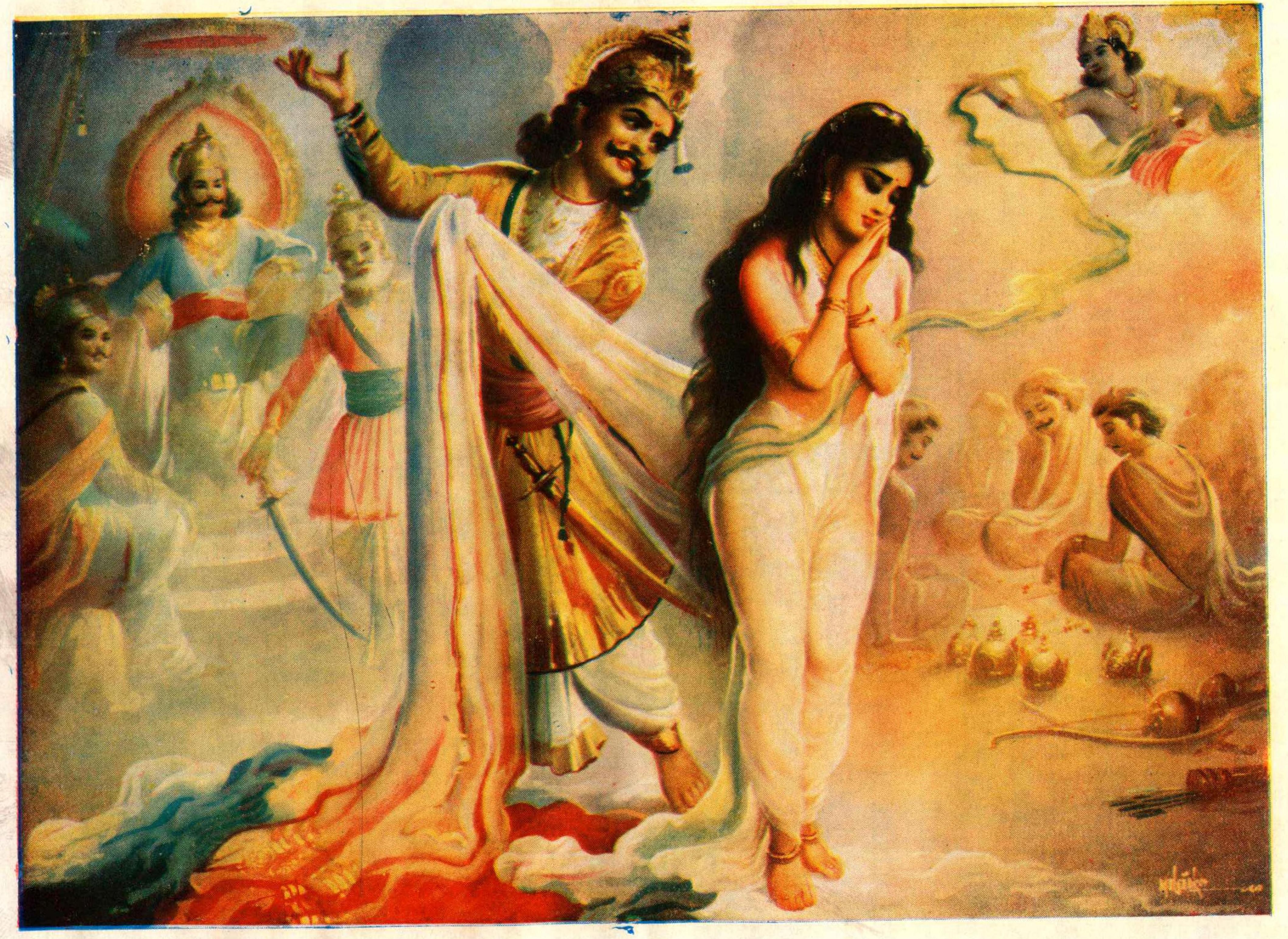
Духшасана, разматывающий сари Драупади

Тогда Кауравы с их дядей Шакуни задумали новый план. Дурьодхана предложил отцу зазвать императора в Хастинапур играть в кости. Юдхиштхира, не игравший в азартные игры, посчитал за долг принять приглашение. Но у Шакуни была мистическая власть над костями, он выигрывал всякий раз; из-за этого Юдхиштхира проигрался вчистую, проиграв даже братьев, жену и самого себя. Тогда Духшасана (брат Дурьодханы) захотел унизить Драупади — обнажить её. Но Кришна внял молитвам женщины, и её сари стало бесконечно длинным, — так что Духшасана выдохся его разматывать.
Драупади удалось уговорить Слепца приказать сыну Дурьодхане возвратить нечестный выигрыш, и Пандавы вернулись к себе.
Но снова Дхритараштра зазвал их играть. Проигравшему вменялось жить в лесу двенадцать лет, а тринадцатый год провести безвестно в каком-нибудь царстве. И опять Юдхиштхира проиграл, и пандавам с женой пришлось отправиться в изгнание. В чаще леса у них было много времени послушать разных мудрецов и их загадочные, волшебные истории.
После того как минуло двенадцать лет, ещё год Пандавы служили царю Вирате, живя под чужими именами. Затем они потребовали у Дурьодханы своё царство назад, а когда тот отказал, стали готовиться к войне.
Арджуна («белый») с Дурьодханой обратились к Кришне («чёрному») за помощью в сражении. Кришна предложил им выбор между ним самим и его армией. Арджуна выбрал Кришну, и последний станет возничим («партхасаратхи», то есть «возничий сына Притхи») его колесницы в сражении. А Дурьодхана был доволен получить армию Кришны.
Когда армии Юдхиштхиры и Дурьодханы встретились на поле Куру («Курукшетра»), сознание Арджуны противилось идее воевать со своими наставниками, родственниками и приятелями, и тогда Кришна поведал ему божественную песнь «Бхагавад-гиту» (700 стихов), — чтобы Арджуна постиг свой нравственный долг и истинную цель жизни.
В результате долгого и кровавого сражения погибли все, кроме Пандавов и редких уцелевших. Пандавы вернулись в Хастинапур, где, после примирения с Дхритараштрой, старший из братьев-пандавов вновь стал царём. Вслед за периодом скорби наступило время справедливого, мирного и процветающего царствования.
Слепец с женой и матерью Пандавов ушёл в лес, где два года спустя их настиг пожар.
Много позднее Юдхиштхира оставил трон внуку и ушёл с женой и братьями в горы.

### 18 книг и два приложения

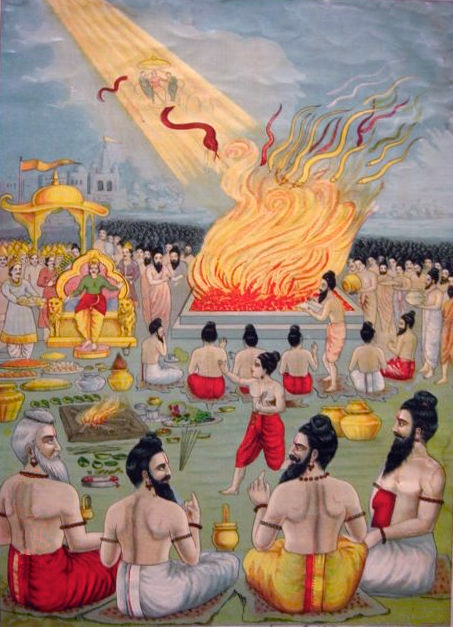
Змеиное жертвоприношение царя Куру Джанамеджаи, сына Парикшита.

«Махабхарата» состоит из 18 парв (книг):
1. Адипарва (Первая книга) — история происхождения рода Бхаратов и описание начала вражды между сыновьями царя Дхритараштры и их двоюродными братьями Пандавами. Сыны Дхритараштры хотят истребить сыновей Панду, поджёгши их дворец, но те спасаются подземными ходами и живут в лесу[6].
2. Сабхапарва (Книга о собрании) — рассказывает об объединении древнеиндийских княжеств под началом Пандавов и о том, как они были лишены царства. Пять братьев, Пандавы, выступают в качестве претендентов на руку прекрасной Драупади, которая им и достаётся. Снова возгорается зависть в сыновьях Дхритараштры и когда Юдхиштхира, старший из братьев Пандавов, празднует своё коронование, как царь покорённых им соседних стран, сыновья Дхритараштры предлагают ему игру в кости. Юдхиштхира проигрывает свой дворец, свою корону, свою жену, своих братьев, и наконец, свою собственную свободу. Юдхиштхира, вместе с братьями, приговаривается на 12-летнее изгнание[6].
3. Араньякапарва (Лесная книга) — охватывает двенадцатилетний период, который Пандавы провели в лесу.
4. Виратапарва (Книга о Вирате) — повествует о событиях, которые произошли с Пандавами в течение тринадцатого года изгнания: их похождения и услуги царю Вирате, за которые он соглашается помочь им в восстановлении их царства[6].
5. Удьйогапарва (Книга о старании) — описываются дипломатические усилия Пандавов всеми способами избежать войны с Кауравами и приготовления к войне[6].
6. Бхишмапарва (Книга о Бхишме) — рассказывается о первых десяти (из восемнадцати) днях битвы на Курукшетре.
7. Дронапарва (Книга о Дроне) — о баталиях и поединках в течение пяти (с одиннадцатого по пятнадцатый) дней восемнадцатидневной битвы на Курукшетре.
8. Карнапарва (Книга о Карне) — о баталиях и поединках в ходе двух (шестнадцатого и семнадцатого) дней восемнадцатидневной битвы на Курукшетре.
9. Шальяпарва (Книга о Шалье) — о баталиях и поединках в последний день восемнадцатидневной битвы на Курукшетре.
10. Сауптикапарва (Книга о нападении на спящих) — о бесчестном истреблении войска Пандавов сыном Дроны по имени Ашваттхама. В конце войны в живых остаются только сыновья Панду, бог Кришна и его возница[6].
11. Стрипарва (Книга о жёнах) — описывается скорбь жён погибших воинов на поле Курукшетра и проклятие Гандхари по отношению к виновнику войны — Кришне (тому, как проклятие сбывается, посвящена «Маусалапарва», 16-я книга). Воспевается горе Дхритараштры и вдов[6].
12. Шантипарва (Книга об умиротворении) — утомительное и подробное описание обязанностей царей, пользы добрых дел и т. д.[6].
13. Анушасанапарва (Книга о предписании) — подробно излагает предписания каст[6].
14. Ашвамедхикапарва (Книга о жертвоприношении коня) — о завоевании древнеиндийских княжеств Арджуной для Пандавов после того, как они одержали победу над Кауравами. Описание жертвоприношения коня Юдхиштхиры[6].
15. Ашрамавасикапарва (Книга о жительстве в лесу) — об уходе в лесную обитель и завершении жизненного пути родителей Кауравов — царя Дхритараштры и царицы Гандхари, а также матери Пандавов Кунти.
16. Маусалапарва (Книга о битве на палицах) — о междоусобном истреблении союза родственных племён — ядавов, вришниев, андхаков и кукуров, о смерти Кришны и Баладевы.
17. Махапрастханикапарва (Книга о великом исходе) — о последних днях жизненного пути Пандавов и Драупади, проведённых ими в странствиях и аскетических упражнениях.
18. Сваргароханикапарва (Книга о восхождении на небо) — о посмертной участи Пандавов и их двоюродных братьев Кауравов.

Также существует приложение из 16 375 двустиший (шлок), «Харивамшапарва», повествующее о жизни Кришны. Второе приложение — о будущем — А. Вельтман указывал в общем списке книг как «Книга Будущности».

## Историко-философская основа эпоса
Время формирования «Махабхараты» (вторая половина I тысячелетия до н. э.) являлось периодом обширных и довольно радикальных изменений в общественной жизни Древней Индии. На смену племенному строю приходил классовый, земледелие занимало место скотоводства как главной составляющей экономического уклада, власть сосредоточивалась в руках монархов, а в области религии и философии ведийские воззрения постепенно вытеснялись «народными» религиями — буддизмом и индуизмом. В то время как ранее религиозное учение носило скорее метафизический характер, на новом этапе в центр внимания перемещались концепции этического характера. Наиболее важной из их числа может представляться концепция дхармы — квинтэссенции морального закона, справедливости, истины, добродетели и долга. Эта концепция получила своё развитие в том числе и в «Махабхарате», в конечном счёте существенно повлияв на всю её идейную проблематику.
Как и многие другие эпосы, «Махабхарата» построена вокруг попытки разрешить вопрос о соотношении свободы воли человека и воли судьбы. Как отмечает П. А. Гринцер, на первый взгляд может показаться, что основной для поэмы является мысль о всесилии судьбы и неспособности человека изменить что-либо в её течении; однако концепция дхармы и доктрина о карме, существенно дополненная и развитая в поэме, становятся базой для формирования также и определённых моральных идей, касающихся в первую очередь долга, которые составляют этическую доминанту произведения. Хотя, по мнению авторов, человек не может изменить будущее, на него возложен нравственный выбор, определяющий смысл и ценность жизни — иначе говоря, признаётся как воля судьбы, так и моральная ответственность человека.
В этическом учении «Махабхараты» наличествуют два аспекта. С одной стороны, это порицание эгоизма и поощрение бескорыстия; с другой — недвусмысленное указание на то, что полное пренебрежение личным благом во имя абстрактного также небезопасно. Тем не менее, акцент в произведении делается именно на гуманистической части его моральной доктрины, при том, что на момент создания поэмы соответствующие философские принципы ещё не были сформулированы. Мораль фактически выступает объединяющим началом всего эпоса в целом, и в силу этого важно воспринимать смысл и этику «Махабхараты» в логике всего произведения, а не в отрыве от него.
Исследователи обращают внимание на тот факт, что «Махабхарата» отличается от многих иных эпосов идеей моральной вины — и в том числе явным разделением противоборствующих сторон на правых (пандавы) и виноватых (кауравы). Однако при этом с точки зрения этики и морали пандавы нередко уступают своим противникам, совершая поступки, не соответствующие канонам воинской чести. Данное противоречие привело некоторых учёных к выдвижению гипотезы, называемой «инверсионной теорией»; согласно данному предположению, в начале формирования «Махабхараты» в качестве её основных героев выступали кауравы, и лишь впоследствии, в связи с изменением политической и религиозной обстановки в стране, поэма была «переориентирована» на пандавов. Впрочем, если исходить из художественного смысла произведения в том виде, который известен современному читателю, данные противоречия в поведении не играют существенной роли: как выразился П. А. Гринцер, «пандавы представлены правыми и в своих слабостях, кауравы виновны и в своей доблести».

## Проблемы генезиса «Махабхараты»
Редакторская работа над «Махабхаратой» в целом завершилась в первые века нашей эры, но единой редакции поэмы не было создано, несмотря на то, что создание «Махабхараты» приписывается одному автору, легендарному мудрецу и поэту Вьясе. Различаются северная и южная редакции. Эти различия проявляются в порядке расположения отдельных моментов сказания и в наличии или в отсутствии позднейших вставок. Варианты основного сказания — истории соперничества Пандавов и Кауравов — в разных редакциях отличаются незначительно.
Структура поэмы (наличие в первой книге двух во многом совпадающих каталогов её содержания) позволяет выделить две её основные редакции. Первую можно ориентировочно датировать VII веком до н. э. (эпохой до буддизма), она включала основной сюжет о войне Пандавов и Кауравов, начиная изложение с Шантану (прадеда главных героев), и завершалась смертью Кришны и исходом Пандавов. Вторую редакцию можно датировать периодом возрождения брахманизма во II веке до н. э. Тогда были сделаны многочисленные вставки в поэму, в частности самостоятельная краткая версия «Рамаяны».
Современный вид эпос приобрёл к V веку.

## Издания и переводы
Ещё в средние века были сделаны переложения «Махабхараты» на все основные языки Индии и Юго-Восточной Азии.
Работа над критическим изданием поэмы велась в индийском городе Пуна на протяжении 40 лет (1927—1966). В нём около 156 тыс. строк.
Английские
Из английских переводов наиболее известен сделанный К. М. Гангули в 1883—1896 годах (см.). К 2009 году индийский поэт П. Лал завершил полный английский перевод поэмы, включающий все её версии.
В настоящее время осуществляется английский академический перевод, начатый Й. А. Б. Ван Бёйтененом (Чикагский университет) в 1975 г. Вышли следующие книги: I (Ван Бёйтенен, 1980), II и III (Ван Бёйтенен, 1981), IV и V (Ван Бёйтенен, 1978). После смерти Ван Бёйтенена вышли VI (Д. Гитомер), XI и I часть XII (Дж. Фитцджеральд, 2003). Идёт перевод VII (Г. Табб, Чикагский университет), VIII (К. Минковски, Оксфорд), II часть XII (университет Браун), XV—XVIII (В. Донигер, Чикагский университет). Перевод, как и русский академический, основан на критическом издании «Махабхараты» (Пуна, 1927-66 гг.), но с учётом некоторых не вошедших в критическое издание вариантов.
Русские
Первое издание «Бхагавад-гиты», которая представляет собой отдел «Бхишмапарвы», на русском языке вышло в 1788 году.
Работу над полным русским (прозаическим) переводом начал В. И. Кальянов (1908—2001) в Ленинграде в 1939 году, она продолжается по сей день. Опубликованы переводы 16 книг (I—XI, XIV—XVIII), ведётся работа над оставшимися двумя. Помимо полного перевода, существуют также и многочисленные частичные переводы (скорее переложения) в стихотворной форме.
Параллельно с В. И. Кальяновым тексты «Махабхараты» на русский язык переводил Б. Л. Смирнов (1891—1967), опубликовавший восемь выпусков «Махабхараты» (23 000 шлок), в том числе два важнейших философских текста — «Бхагавад-гиту» (два варианта) и «Мокшадхарму», представляющую собой вторую часть «Шантипарвы».
В рамках проекта «Библиотека всемирной литературы» в 1974 г. по-русски опубликован сокращённый перевод «Махабхараты», сделанный поэтом С. Липкиным. В переводе сохранены основные сюжетные линии.

## Отражение в культуре

### Литературные переложения
- Василий Жуковский, «Наль и Дамаянти» (1837—1841)
- Николай Берг, «Сунд и Упасунд» (1851)
- Махабхарата. Пер. С. Липкина. \\ В кн. Библиотека Всемирной литературы. Серия первая. Том 2. М. 1974.
- Дмитрий Морозов, «Дваждырождённые» (1992)
- Генри Лайон Олди, «Чёрный Баламут» (1997)

### В кинематографе
- В 1965 году в Индии вышел фильм «Махабхарат», режиссёр Бабубхай Мистри[англ.].
- В 1989 году Питер Брук поставил трёхсерийный фильм-спектакль «Махабхарата».
- В 1990-е годы в Индии снят сериал «Махабхарата» в 94 сериях, поставленный режиссёром Рави Чопрой.
- 16 сентября 2013 на индийском телеканале Star Plus состоялась премьера нового сериала «Махабхарата». Съёмки 267 серий завершены в сентябре 2014 года.

### В теософии
В теософии «Махабхарата», и целый ряд подобных эпических произведений, рассматривается как развёрнутое символическое описание духовной эволюции самого человека и человечества в целом, как метафорическое описание внутренней борьбы материальных и духовных начал.
 «В наше время Махабхарата считается историческим повествованием, полным нравственных поучений и являющимся поистине золотым дном для тех, кто страстно ищет знания относительно сверхчувственных планов природы. Поэма обладает огромной ценностью для историка, ещё большей для моралиста и ещё большей для ученика-теософа, ибо в ней детально описана война между низшим и высшим „Я“ человеческих существ»

Ключевые персонажи эпоса персонифицируют собой тот или иной из многочисленных объективных и субъективных принципов, синтетической суммой выражения которых является человеческое существо:
- Центральную точку низших, инволюционных, слепых и материальных сил персонифицирует Дурьодхана, старший сын слепого царя Дхритараштра. Он и его претензии на трон (на власть над человеком) провоцируют битву между человеком духовным и человеком материальным, между личностью и душой.
- Центральную точку сил света персонифицирует Арджуна или Нара — искра божественности в человеке, тень Нараяны или Кришны[20]. Как и остальные его родные братья, Арджуна рождён от богов непорочным зачатием.
- Центральную связующую точку борьбы двух противоположностей выражает персонаж Карны — старшего брата пандавов, волею судьбы выступающего на стороне их противников. Такое «положение» наполняет роль Карны особым драматизмом, жертвенностью, она становится ключевой с точки зрения сюжета. Подобно Христу на Голгофе, Карна словно распят на кресте между небом и землёй, когда его колесница застревает на поле боя.

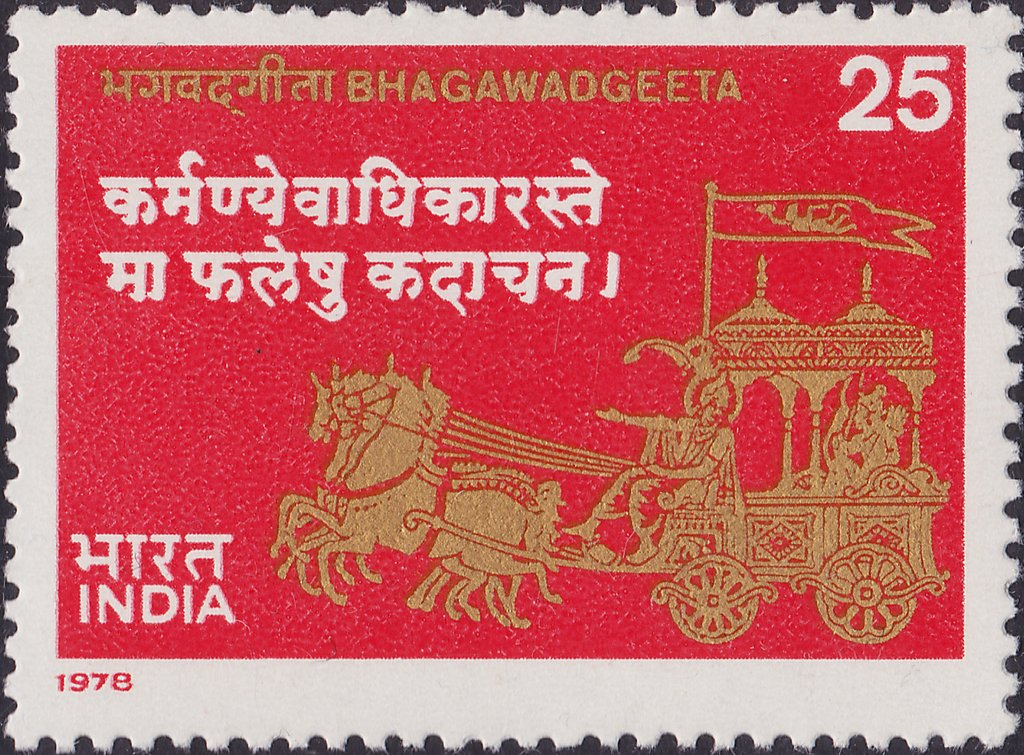
Цитата из «Бхагавадгиты» на почтовой марке Индии 1978 года(Sc #804)

### В филателии
«Махабхарате» посвящена почтовая марка Индии, выпущенная 25 августа 1978 года (Sc #804). На ней изображена колесница, в которой беседуют Кришна и Арджуна и приведена цитата из второй главы «Бхагавадгиты» (являющейся частью «Махабхараты»): «Лишь на действие будь направлен, от плода же его отвращайся» (санскр. कर्मण्येवाधिकारस्ते मा फलेषु कदाचन).